# Hypnum gelidum
Hypnum gelidum är en bladmossart som först beskrevs av Niels Bryhn, och fick sitt nu gällande namn av H. A. Möller 1907. Hypnum gelidum ingår i släktet flätmossor, och familjen Hypnaceae. Inga underarter finns listade i Catalogue of Life.